# Рожна Долина
Рожна Долина (словен. Rožna Dolina) — поселення на кордоні з Італією в общині Нова Гориця, Регіон Горишка, Словенія. Висота над рівнем моря: 87,6 м.